# Дёрри, Пауль
Пауль Дёрри (нем. Paul Dörrie; 1904, Биденкопф — 5 июня 1965, Берлин) — немецкий дирижёр.
Вырос в Висбадене, где начал заниматься дирижированием под руководством Карла Шурихта. По настоянию отца поступил в Мюнхенский университет на юридический факультет, но после двух лет обучения оставил его и отправился в Кёльнскую консерваторию в класс дирижирования Германа Абендрота.
Окончив консерваторию в 1929 году, несколько месяцев работал в оперном театре Геры, после чего решительно предпочёл оперной карьере оркестровую. Некоторое время был ассистентом Шурихта в Висбадене, затем — Хайнца Бонгарца в курортном оркестре Бад-Наухайма. Вслед за Бонгарцем отправился в Кассель, где в 1937 г. стал его преемником во главе городского оркестра.
В 1942—1944 гг. дирижёр и руководитель театральных и музыкальных проектов в оккупированной Варшаве. После Второй мировой войны с 1949 г. работал в Дрезденской опере, затем в 1951—1957 гг. возглавлял Оркестр Зондерсхаузена. С 1957 г. и до конца жизни второй дирижёр Берлинского симфонического оркестра, руководил в том числе концертами для юношества. В 1961 г. выступил на Бетховенском фестивале в городе Градец-над-Моравици, исполнив с Остравским симфоническим оркестром Третью и Пятую симфонии Бетховена.